# U-20-Fußball-Afrikameisterschaft 2009/Qualifikation
Die Qualifikation zur U-20-Fußball-Afrikameisterschaft 2009 wurde ausgetragen, um die sieben Endrundenteilnehmer neben Gastgeber Ruanda zu ermitteln. Die Spiele fanden zwischen dem 18. April und 13. Oktober 2008 statt.

## Modus
Die gemeldeten Mannschaften ermittelten in drei Qualifikationsrunden im K.-o.-System mit Hin- und Rückspielen die sieben Endrundenteilnehmer. Bei Torgleichheit entschied die Auswärtstorregel über das Weiterkommen. Herrschte hier ebenso Gleichstand, wurde ohne vorherige Verlängerung ein Elfmeterschießen durchgeführt.

## Vorrunde
Die Hinspiele wurden zwischen dem 18. und 20. April, die Rückspiele zwischen dem 2. und 4. Mai 2008 ausgetragen.
|                              | Gesamt          |           | Hinspiel | Rückspiel |
| ---------------------------- | --------------- | --------- | -------- | --------- |
| Mauretanien                  | 1:0             | Algerien  | 1:0      | 0:0       |
| Somalia                      | 3:3 (3:5 i. E.) | Kenia     | 2:1      | 1:2       |
| Namibia                      | 1:2             | Botswana  | 1:1      | 0:1       |
| Sierra Leone                 | 1:3             | Senegal   | 1:1      | 0:2       |
| Malawi                       | (a)2:2(a)       | Burundi   | 1:2      | 1:0       |
| Réunion                      | 4:3             | Mosambik  | 2:2      | 2:1       |
| Demokratische Republik Kongo | 1:0             | Uganda    | 0:0      | 1:0       |
| Niger                        | 2:2 (4:3 i. E.) | Libyen    | 2:0      | 0:2       |
| Lesotho                      | 1:2             | Simbabwe  | 1:0      | 0:2       |
| Guinea                       | 4:2             | Liberia   | 1:0      | 3:2       |
| Tansania zurückgezogen       | :               | Sudan     | :        | :         |
| Madagaskar zurückgezogen     | :               | Mauritius | :        | :         |

Die übrigen Mannschaften hatten spielfrei.

## Erste Runde
Die Hinspiele wurden am 28. und 29. Juni, die Rückspiele zwischen dem 12. und 14. Juli 2008 ausgetragen.
|                | Gesamt          |                              | Hinspiel | Rückspiel |
| -------------- | --------------- | ---------------------------- | -------- | --------- |
| Gambia         | 4:1             | Mauretanien                  | 1:0      | 3:1       |
| Nigeria        | 3:0             | Senegal                      | 2:0      | 1:0       |
| Kamerun        | 2:0             | Burundi                      | 1:0      | 1:0       |
| Republik Kongo | 3:1             | Demokratische Republik Kongo | 1:1      | 2:0       |
| Südafrika      | 8:2             | Réunion                      | 1:1      | 7:1       |
| Burkina Faso   | 6:0             | Niger                        | 3:0      | 3:0       |
| Benin          | 6:3             | Marokko                      | 3:0      | 3:3       |
| Kenia          | 1:1 (2:4 i. E.) | Sudan                        | 1:0      | 0:1       |
| Gabun          | 0:2             | Botswana                     | 0:2      | 0:0       |
| Tunesien       | 0:2             | Mali                         | 0:1      | 0:1       |
| Ghana          | 5:2             | Angola                       | 5:1      | 0:1       |
| Ägypten        | 6:0             | Simbabwe                     | 5:0      | 1:0       |
| Sambia         | 3:0             | Mauritius                    | 1:0      | 2:0       |
| Elfenbeinküste | 3:2             | Guinea                       | 1:1      | 2:1       |

## Zweite Runde
Die Hinspiele wurden zwischen dem 26. und 28. September, die Rückspiele zwischen dem 11. und 13. Oktober 2008 ausgetragen.
|                | Gesamt |                | Hinspiel | Rückspiel |
| -------------- | ------ | -------------- | -------- | --------- |
| Kamerun        | 2:0    | Republik Kongo | 0:0      | 2:0       |
| Botswana       | 1:4    | Südafrika      | 1:1      | 0:3       |
| Elfenbeinküste | 5:2    | Burkina Faso   | 1:0      | 4:2       |
| Nigeria        | 7:2    | Sudan          | 5:0      | 2:2       |
| Ägypten        | 4:3    | Sambia         | 3:3      | 1:0       |
| Ghana          | 3:1    | Gambia         | 2:1      | 1:0       |
| Benin          | 0:2    | Mali           | 0:2      | 0:0       |

## Ergebnis
Kamerun, Südafrika, die Elfenbeinküste, Nigeria, Ägypten, Ghana und Mali qualifizierten sich für die Endrunde.